# پالیلولا (سورییگ)
پالیلولا (به صربی: Palilula) یک منطقهٔ مسکونی در صربستان است که در سورییگ واقع شده‌است. پالیلولا ۷۵ نفر جمعیت دارد.